# Yuli-Yoel Edelstein
Yuli-Yoel Edelstein (în ebraică יולי-יואל אדלשטיין, n. 5 august 1958, Cernăuți, RSS Ucraineană, URSS) este un politician israelian, evreu născut în Bucovina, a fost președintele Knessetului (parlamentul israelian), între martie 2013- mai 2020, între  10 ianuarie 2023 - 4 august 2025 a fost președintele Comisiei Knessetului pentru afaceri externe și apărare. Între mai 2020-iunie 2021  a fost ministrul sănătății al Israelului și a fost implicat în confruntarea cu un val nou al epidemiei virusului Covid-19 și în campania de vaccinări. 
În tinerețe, în Uniunea Sovietică, a fost „refiuznik”, disident și activist sionist. În Israel, unde a reușit să emigreze în anul 1987, după o perioadă de detenție în U.R.S.S., el este deputat din partea partidului de centru-dreapta Likud, a îndeplinit în trecut funcțiile de ministru al integrării imigranților și de ministru al propagandei și pentru legăturile cu diaspora evreiască.

## Biografie

### Copilăria și tinerețea în U.R.S.S.
Yuli-Yoel Edelstein s-a născut cu numele Iulian Edelstein într-o familie de evrei din Cernăuți, în acea vreme în Uniunea Sovietică (în R.S.S Ucraineană, azi Ucraina independentă). Părinții săi, Yuri Edelstein și Anita, născută Rosenzweig, erau conferențiari la un Seminar pedagogic. În copilărie familia a ajuns la Kostroma, în centrul Rusiei. Tatăl, fiu al unui tată evreu și al unei mame poloneze creștine, a devenit disident, iar după 1979 s-a convertit la creștinismul ortodox sub numele Gheorghi Edelstein și a devenit preot ortodox. Până astăzi el slujește ca protoiereu în satul Karabanovo din regiunea Kostroma în Rusia.
După terminarea studiilor de liceu la Kostroma, Yuri Edelstein junior a dorit să se înscrie la Școala Înaltă de Limbi, dar nu a fost acceptat din cauza originii evreiești. A început să învețe filologie engleză la Institutul pedagogic din Kostroma, apoi din anul 1978 la facultatea de limbi străine a Institutului pedagogic din Moscova, dar a fost exclus după ce în 1979 s-a înscris pentru plecare în Israel.

### Cererea de emigrare și prigoana ca "sionist"
Cererile sale de emigrare au fost, însă, respinse în anul 1980 de către autoritățile sovietice. În aceste împrejurări, a participat la cursuri clandestine de limba ebraică și de predare a acestei limbi, inclusiv la cele ținute la Moscova de către Lev Ulanovski. După emigrarea lui Ulanovski în Israel în 1979, Edelstein a participat el însuși la organizarea de cursuri ilegale  de ebraică între altele, la Moscova, Harkov și Minsk. Fiind considerat rebel și sionist, nu a fost angajat niciunde și s-a întreținut o vreme pozând ca model nud (de la brâu in sus) la un institut de artă cunoscut. În septembrie 1984 a fost arestat de KGB sub acuzația de trafic de droguri, după ce i-a fost strecurată în locuință o cantitate de opiu. În decembrie 1984 a fost condamnat la trei ani de lagăr de muncă silnică, pe care i-a ispășit în Buriatia, în apropierea Lacului Baikal. Rănit fiind în cursul muncilor, cu greu a ajuns să fie îngrijit, și apoi tratat în spitale din Buriatia, a fost operat la Novosibirsk apoi transferat într-o colonie de muncă silnică la Novosibirsk.
După ce în timpul Perestroikăi, a fost eliberat, după 2 ani și 8 luni de detenție, în iulie 1987 i s-a permis să emigreze în Israel.

### În Israel
În Israel, Edelstein s-a stabilit la început în așezarea Alon Shvut din zona Gush Etzion, lângă Ierusalim, ai cărui locuitori au organizat în trecut numeroase campanii pentru obținerea eliberării sale din lagăr și plecării sale din URSS. El a urmat mai multe cursuri de pedagogie și a fost în anii 1988-1996 vicepreședintele organizației Forul Sionist de sub conducerea lui Nathan (Anatoli) Sharanski (Șciaranski), îndeplinind în continuare, funcții de conducere în câteva școli. A condus o vreme secția de noi imigranți a institutelor de studii iudaice și sioniste, create cu sprijinul lui Joint Distribution Comittee.

### Deputat în Knesset și ministru
În alegerile din 1996 a fost ales în Knesset din partea partidului Israel ba'aliyá de sub conducerea lui Sharanski și a fost,apoi, ales și într-a doua cadență, ca unul din cele numai două mandate ale acestui partid, alături de Natan Sharanski. În cele din urmă amândoi au aderat, cu fracțiunea lor, la partidul Likud. Între 1996-1999 și 2001-2003 Edelstein a fost ministru al integrării imigranților în guvernele Binyamin Netanyahu și Ariel Sharon.
În 2007 a revenit în Knesset ca deputat al partidului Likud, iar în februarie 2009 a fost reales. A devenit în continuare între 2009-2013 ministrul pentru informare și Diaspora, fiind un timp scurt reponsabil și pentru radioteleviziune. 

### Președinte al Knessetului 2013-2020
La 14 martie 2013 a fost ales președinte al Knessetului în locul lui Reuven Rivlin. În anul 2015 Knessetul l-a reales în unanimitate.
Ca legislator a promovat un amendament la legea protecției animalelor, care obligă la plata cheltuielilor de înteținere și tratament veterinar etc persoanele care au abandonat animale care se aflau în grija lor, de asemenea un amendament care permite unor persoane care nu se ocupă permanent cu reprezentarea altora, să apere cauza altor persoane în procese pentru mici litigii.
A sprijinit Legea fundamentală despre Israel ca stat național.
Înaintea alegerilor din aprilie 2019 in alegerile preliminare pentru centrala partidului Likud  Edelstein a fost ales pe locul al doilea.După alegeri a fost reales președinte al Knessetului cu 101 voturi pentru și 4 abțineri. 
În urma alegerilor din 2020 un bloc politic de opoziție condus de Beni Gantz a ajuns la decizia de a-l înlocui pe Edelstein la conducerea parlamentului. El însă, a refuzat să întrunească plenara parlamentului pentru vot. Mișcarea pentru calitatea guvernării din Israel a înaintat o petiție la Curtea Supremă a Israelului, care a ordonat lui Edelstein să convoace parlamentul. La 25 martie 2020 el a demisionat, fără a întruni plenara, pentru a preveni o criză constituțională. La 26 martie o nouă coaliție formată de Netanyahu și Gantz l-a ales pe acesta din urmă ca președinte al Knessetului.

### Continuarea activității politice
La alegerile parlamentare pentru al 25-lea Knesset in 2022 Edelstein a fost reales în Knesset pe locul 18 pe lista Likud. După instalarea celui de-al 37-lea guvern, condus de Netanyahu, în ianuarie 2023 el a fost numit președinte al Comisiei de afaceri externe și apărare a Knessetului .
La 23 iulie 2025 pentru a mulțumi partidele religioase ultraortodoxe, fracțiunea parlamentară Likud a votat destituirea lui Edelstein din functia de președinte al Comisiei de afaceri externe și apărare din cauza insistenței sale asupra sancțiunilor efective contra celor ce se eschivează de la recrutarea în armată în cadrul amendării legii recrutării. La 4 august 2025 Comisia Knessetului a validat destituirea, în ciuda criticării procedurii de catre consiliera juridică a Knessetului. Edelstein a fost înlocuit cu deputatul Boaz Bismut.

### Viața privată
Yuli-Yoel Edelstein, care este evreu practicant al religiei, după tipicul iudaic ortodox, a locuit mulți ani la Neve Daniel, în zona Gush Etzion de lângă Ierusalim și a fost căsătorit cu Tatiana născută Freivort (dinaintea emigrării în Israel) cu care a avut doi copii. Tatiana Edelstein a decedat de cancer la 24 ianuarie 2014. În anul 2015 Edelstein s-a mutat la Herzlia Pituah cu noua sa parteneră de viață, Irina Nevzlin, fiica omului de afaceri Leonid Nevzlin și președinta Muzeului Casa Diasporei din Tel Aviv. Cei doi s-au logodit la începutul anului 2016.
Fratele lui Yuli-Yoel Edelstein, Mihail, trăiește la Moscova, unde este filolog și critic literar.

## Legături externe
- Yuli Yoel Edelstein pe situl Knessetului
- Yuri Yoel Edelstein în Enciclopedia evreiască electronică în limba rusă
- interviu a cu Edelstein pe situl Agenției Evreiești Arhivat în 22 ianuarie 2008, la Wayback Machine. în rusă
- situl oficial ca membru al parlamentului Arhivat în 9 septembrie 2013, la Wayback Machine.